# Rối loạn sắc giác

Các kiểu mù màu thường gặp.

Rối loạn sắc giác là một bệnh di truyền, thường được gọi là bệnh mù màu. Biểu hiện đặc trưng của bệnh này là giảm hoặc mất hoàn toàn khả năng phân biệt các màu sắc khác nhau, thường gặp nhất là bệnh không phân biệt được màu đỏ với màu lục, nghĩa là thấy màu đỏ thì tưởng là màu lục hoặc ngược lại, gây nhầm lẫn trong nhận biết tín hiệu cảnh báo, màu hoa quả hay màu quần áo, nên có thể làm ảnh hưởng đến các nhiệm vụ quân sự hoặc cứu hộ (như nhận nhầm pháo hiệu), gây tai nạn giao thông (do nhìn nhầm màu đèn giao thông), chọn sản phẩn (như trái cây xanh hay chín, chọn quần áo), nhận biết quang cảnh (màu pháo hoa, màu hoa), v.v. Do đó, bệnh mù màu còn gây khó khăn cho một số hoạt động giáo dục. Tuy nhiên, bản thân người bệnh thường không biết mình bị bệnh này, vì đã quen từ nhỏ, nếu không qua khám nghiệm y tế và chẩn đoán chính xác; do đó hầu hết những người mù màu đều thích nghi được trong cuộc sống của họ. Trong thuật ngữ nước ngoài, bệnh này được gọi là "color blindness" (loạn nhận màu) hoặc "Daltonismo" (bệnh Đan-tôn, lấy tên nhà khoa học John Dalton).
Bệnh này có nhiều kiểu khác nhau, như protanopia, deuteranopia, tritanopia (xem hình bên),... nhưng thường gặp là không phân biệt được màu đỏ với lục, màu lam với vàng.
Nguyên nhân phổ biến nhất của mù màu là một vấn đề di truyền trong sự phát triển của một hoặc nhiều trong ba bộ tế bào hình nón của mắt, có chức năng cảm nhận màu sắc. Đối với con người, nam giới có nhiều khả năng bị mù màu hơn nữ giới, bởi vì các gen gây ra các dạng mù màu phổ biến nhất nằm trên nhiễm sắc thể X. Phụ nữ có hai nhiễm sắc thể X, do đó, khiếm khuyết ở một nhiễm sắc thể thường được nhiễm sắc thể còn lại bù đắp. Những phụ nữ không mù màu có thể mang gen bệnh mù màu và di truyền cho con cái của họ. Đàn ông chỉ có một nhiễm sắc thể X và do đó luôn biểu hiện sự rối loạn di truyền nếu họ mang gen lặn. Mù màu cũng có thể do tổn thương vật lý hoặc hóa học đối với mắt, dây thần kinh thị giác hoặc các bộ phận của não. Chẩn đoán thường bằng xét nghiệm màu Ishihara; các phương pháp khác bao gồm xét nghiệm di truyền.
Không có cách chữa trị cho bệnh mù màu. Chẩn đoán có thể cho phép giáo viên của một người thay đổi phương pháp giảng dạy để phù hợp với tình trạng bệnh. Các thấu kính đặc biệt như thấu kính X-chrome có thể giúp những người bị mù màu xanh lục đỏ trong điều kiện ánh sáng chói. Ứng dụng dành cho thiết bị di động có thể giúp mọi người xác định màu sắc.
Mù màu đỏ-lục là dạng phổ biến nhất, sau đó là mù màu xanh lam-vàng và mù màu toàn bộ. Bệnh mù màu đỏ-xanh lá cây ảnh hưởng đến 8% nam giới và 0,5% nữ giới gốc Bắc Âu. Khả năng nhìn màu cũng giảm dần khi về già. Ở một số quốc gia nhất định, bệnh mù màu có thể khiến mọi người không đủ điều kiện để làm một số công việc nhất định, chẳng hạn như phi công máy bay, lái tàu hỏa, điều khiển cần trục và những người trong lực lượng vũ trang. Ảnh hưởng của bệnh mù màu đến khả năng nghệ thuật vẫn còn nhiều tranh cãi. Khả năng vẽ dường như không thay đổi, và một số nghệ sĩ nổi tiếng được cho là đã bị mù màu.

## Dấu hiệu và triệu chứng

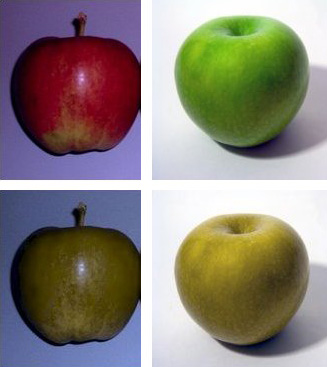
Mô phỏng nhận thức bình thường (trên) và lưỡng sắc (dưới) đối với hai quả táo màu xanh và đỏ

Trong hầu hết các ca bệnh, người mù màu vẫn phân biệt màu xanh lam và màu vàng, và hầu hết những người mù màu là mù 3 màu dị thường chứ không phải là mù màu hoàn toàn. Trong thực tế, điều này có nghĩa là những người bị mù màu thường giữ lại được sự phân biệt giới hạn dọc theo trục đỏ - xanh của không gian màu, mặc dù khả năng phân tách các màu của chúng trong chiều này bị giảm đi. Bệnh mù màu rất hiếm khi đề cập đến bệnh mù màu đơn sắc hoàn toàn.
Những người mù màu 2 màu thường nhầm lẫn giữa các mặt hàng màu đỏ và màu xanh lá cây. Ví dụ: họ có thể khó phân biệt một quả táo Braeburn với một quả Granny Smith hoặc màu đỏ với màu xanh lá cây của đèn giao thông khi không có manh mối nào khác — ví dụ: manh mối về hình dạng hoặc vị trí. Người mù màu tổ hợp 2 màu có xu hướng học cách sử dụng các manh mối về kết cấu và hình dạng và do đó có thể xâm nhập vào lớp ngụy trang đã được thiết kế để đánh lừa những người có thị lực màu bình thường.
Màu sắc của đèn giao thông gây nhầm lẫn với một số người mù màu 2 màu vì không có đủ sự khác biệt rõ ràng giữa đèn giao thông màu đỏ/hổ phách và đèn đường natri; Ngoài ra, màu xanh lá cây có thể bị nhầm lẫn với đèn màu trắng bị bẩn. Đây là một rủi ro trên những con đường nhấp nhô tốc độ cao, nơi không thể sử dụng các tín hiệu báo góc cong. Tín hiệu đèn màu của British Rail sử dụng các màu dễ nhận biết hơn: Màu đỏ có màu đỏ như máu, màu vàng hổ phách và màu xanh lục là hơi xanh. Hầu hết các đèn giao thông đường bộ ở Anh được gắn theo chiều dọc trên một hình chữ nhật màu đen có viền trắng (tạo thành "bảng điều khiển") và do đó các dicromat có thể dễ dàng tìm kiếm vị trí của đèn trong hình chữ nhật hơn — trên cùng, giữa hoặc dưới cùng. Ở các tỉnh phía đông của Canada, đèn giao thông được gắn theo chiều ngang thường được phân biệt theo hình dạng để tạo điều kiện nhận dạng cho những người bị mù màu. Ở Hoa Kỳ, điều này không được thực hiện theo hình dạng mà theo vị trí, vì đèn đỏ luôn ở bên trái nếu đèn nằm ngang, hoặc trên cùng nếu đèn chiếu thẳng đứng. Tuy nhiên, một đèn nhấp nháy đơn lẻ (ví dụ: màu đỏ để dừng, màu vàng để cảnh báo) vẫn là vấn đề với người bị mù màu.